# Elymiotis notodontoides
Elymiotis notodontoides är en fjärilsart som beskrevs av Walker 1857. Elymiotis notodontoides ingår i släktet Elymiotis och familjen tandspinnare. Inga underarter finns listade i Catalogue of Life.